# 警黑合作
警黑合作或警黑勾結，為歷年香港市民對香港警隊的指控。在2014年雨傘運動中開始被廣為提及，自2019年反修例運動開始，此指控達至高峰。2019年7月21日的元朗襲擊事件被認為是由警黑合作所致。及後在8月及9月，多單爭議性的警隊支持者斬人事件及斬人者獲警方優待，使警黑合作的說法甚囂塵上，成為香港警民關係除濫暴及性侵以外的最大撕裂點之一。

## 日常警黑合作及反修例運動前

### 日常的警黑合作
2014年10月，廉政公署揭發三個分屬不同單位的警員將尖沙咀一兇案的內部資料傳交予黑社會人士。過程中，警員們犯下種種妨礙司法公正的罪行，包括「壓下證據」、弄污閉路電視、告知「找不到證人」等等。

### 鄧炳強被指包庇和縱容黑勢力
鄧炳強被質疑與黑社會勢力有關聯，在他擔任元朗警區指揮官期間，被質疑多次包庇和縱容新界鄉黑勢力，任內因元朗警區幾宗警察醜聞，包括將海洛英當作是鹽來處理，需讓警察公共關係科為鄧炳強解畫，甚至親自致電游說各大媒體的採訪主任，要求傳媒「筆下留情」，為醜聞降溫，被斥干預新聞自由。

### 小桃園江湖飯局
鄧炳強2013年離任元朗警區指揮官時，獲鄉黑背景人士在小桃園酒家設江湖飯宴歡送，當中包括前屏山鄉鄉委會主席綽號「高佬和」曾樹和、鄉事背景民建聯梁志祥。
事後，鄧炳強於其中一次的記者會解釋，其於2013年離開元朗警區，區議會、滅罪委員會及少年警訊名譽會長會為他進行歡送。有關的飯局相中人物包括區議會主席、副主席、滅罪會主席、當區公務員首長，當時有三至五圍。至於記者提及的人物有否出席則沒有印象，可能當時他們不是坐在主家席，雙方沒有聊天，所以沒有印象。

### 2014年雨傘運動
2014年雨傘運動期間，發生多單戴口罩的黑社會人士在警員面前襲擊示威人士但警員卻視若無睹，警察卻對打人者刻意放行的事件，警黑合法的指控在當年開始不脛而走。
事隔7年，保安局局長鄧炳強在回覆立法會的書面回覆中指出，就2014年的違法「佔中」，警方共拘捕1,003人，225人被檢控，當中169人須承擔法律後果，包括127人被定罪。

## 2019香港社會運動期間

### 721元朗襲擊事件

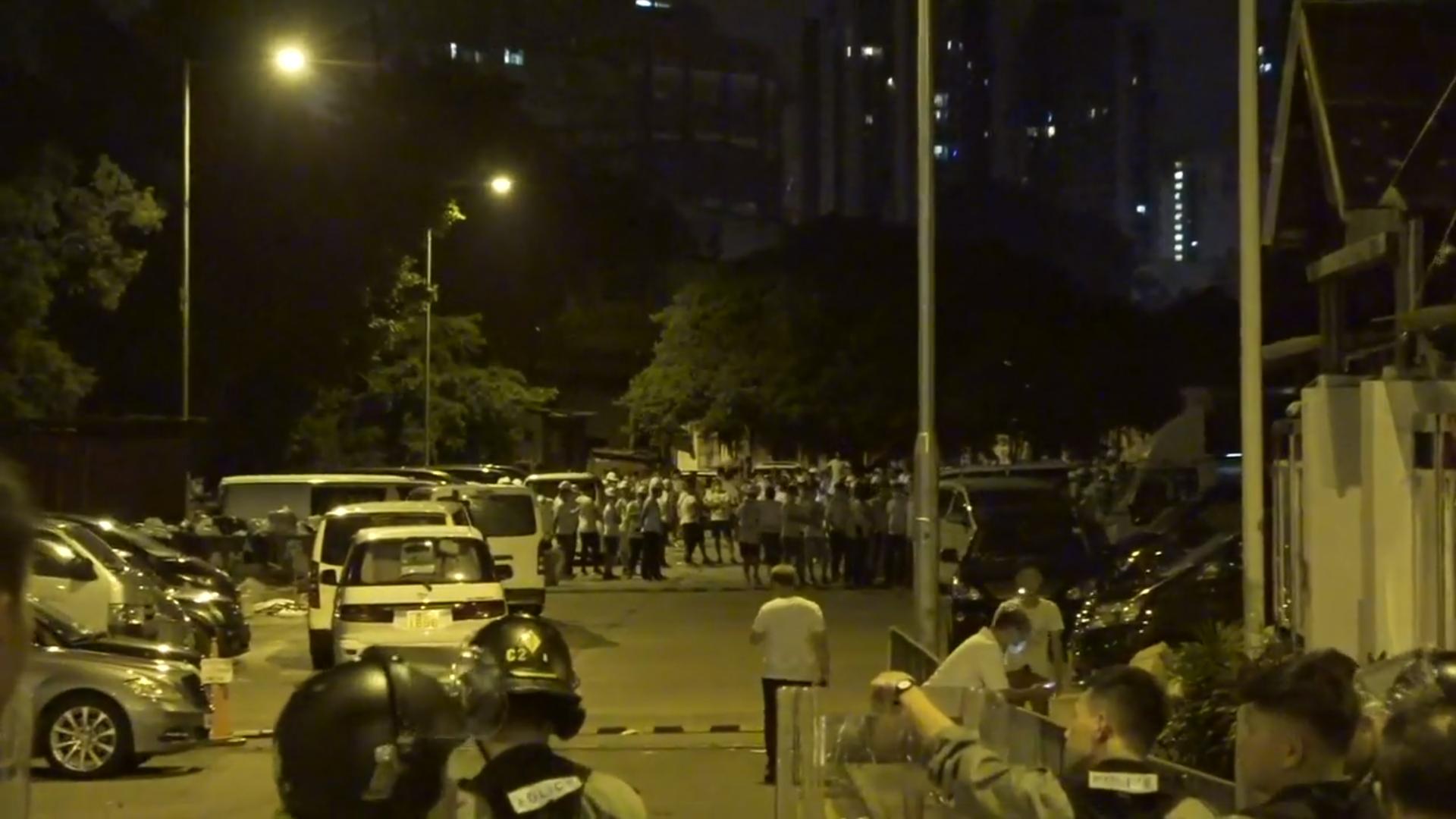
2019年7月21日元朗襲擊事件後防暴警察在南邊圍村沒有拘捕任何一個手持木棍和鐵通的元朗白衣人

2019年7月21日晚上香港發生元朗襲擊事件，多名市民被一大群有黑社會背景的白衣人使用武器襲擊，導致多人受傷，而警方卻視若無睹。《香港電台》的時事節目鏗鏘集曾查看元朗街頭的閉路電視錄像，重組元朗襲擊事件的案發時序，發現警車早已在襲擊事發前幾小時在何君堯與有黑社會背景的白衣人握手的鳳攸北街早已看到數百名白衣人集結，但視若無睹離去。有區議員早在襲擊前發短信通知元朗一警長表示會有襲擊事件發生，顯示出警方早已知悉襲擊事件。襲擊事件期間，兩名警員目睹後立即轉身離去。襲擊後30分鐘，警員才到達元朗站，警員離去後白衣人立即重回元朗站打乘客。市民打999報警，接線中心人員回應「驚就唔好出街」並掛線。襲擊後，元朗區八鄉分區指揮官李漢民被拍得與白衣人白膊頭並表示「心領既」。元朗區助理指揮官（刑事）游乃強，被《now新聞台》拍到於凌晨4時與白衣人在南邊圍村公所密會。台灣關鍵評論網稱種種證據強烈指出警方與元朗黑社會有勾結。
2020年3月10日，香港警察深夜在Facebook發帖文表示，稱當晚是有人別有用心在網上號召市民致電999報案癱瘓熱線，並表示警隊計算服務承諾達標率的方法是以事件為單位。民主黨立法會議員尹兆堅認為警方的回覆是刻意曲解有人濫用報案熱線，並非幫助市民。
警方的調查工作受市民高度關注，截至2022年7月，警方以涉嫌非法集結、暴動及串謀有意圖而傷人等罪名合共拘捕66人，包括51名「白衣人」及15名「非白衣人」，其中7名白衣人暴動罪成，各被判監3年半至7年，案件仍在審訊當中，而警方多次強調不排除更多人被捕。

### 北角襲擊事件
北角襲擊事件中，警員將自己使用的盾牌借予襲擊者遮面。

### 荃灣襲擊事件
荃灣械鬥事件中，途人向警方提供白衣殺手逃走方向，但警員沒有追截。